# Liste der Kulturdenkmale in Limmritz
In der Liste der Kulturdenkmale in Limmritz sind die Kulturdenkmale des Döbelner Ortsteils Limmritz verzeichnet, die bis Oktober 2022 vom Landesamt für Denkmalpflege Sachsen erfasst wurden (ohne archäologische Kulturdenkmale). Die Anmerkungen sind zu beachten.
Diese Aufzählung ist eine Teilmenge der Liste der Kulturdenkmale in Döbeln.

## Limmritz
| Bild                                    | Bezeichnung                                                                                           | Lage                              | Datierung | Beschreibung | ID       |
| --------------------------------------- | --- | --------------------------------- | --- | --- | -------- |
| Direkt Bild zu diesem Denkmal hochladen | Wohnhaus der ehemaligen Seifensiederei                                                                | Am Bahndamm 38 (Karte)            | 1939 | Durch die Heimatschutzarchitektur geprägtes Holzhaus in sehr gutem Originalzustand von baugeschichtlicher Bedeutung. 1939 als Wohnhaus der ehemaligen Seifensiederei für Eduard Hahn aus Limmritz erbaut. Für die Bauausführung war Erich Göhring aus Chemnitz verantwortlich. Eingeschossiges Holzhaus, als Zweifamilienhaus konzipiert, über längsrechteckigem Grundriss, Zwillingsfenster aus der Bauzeit mit Sprossenteilung der Oberlichter, waagerechter Stulpschalung außen, Abschluss durch Satteldach mit großem, mittig angeordnetem Dacherker, ebenfalls mit Satteldach. Gut proportioniertes Haus in landschaftstypischer Bauweise, welches sich gut in das Landschafts- und Dorfbild einfügt. Die Wände bestehen aus Schlackenbeton und Doppel-T-Trägern bzw. Holzstützen, welche außen mit einer Stulpschalung und Innen mit Sperrholz verkleidet wurden. Die Hohlräume zwischen den Holzstützen enthielten keine Füllung. Durch seine qualitätvolle Gestaltung und Authentizität erlangt das Holzhaus baugeschichtliche Bedeutung. | 09304727 |
| Direkt Bild zu diesem Denkmal hochladen | Soldatengrab                                                                                          | Am Bahndamm 39 (oberhalb) (Karte) | Nach 1945 | Grabmal für zwei Soldaten, die am 21. April 1945 auf dem Rückzug erschossen wurden, von ortsgeschichtlicher Bedeutung. Gefreiter Fritz Schramm (geboren 25. Oktober 1923), Obergefreiter Helmut Neumann (geboren 13. Oktober 1924), Naturstein mit polierter Schrifttafel. | 09208044 |
| Direkt Bild zu diesem Denkmal hochladen | Eisenbahnbrücke                                                                                       | Gasthofsberg (Karte)              | 1852 | Steinbogenbrücke mit Natursteinverblendung der Bahnstrecke Riesa–Chemnitz, verkehrsgeschichtlich von Bedeutung. Bruchsteinbrücke mit einem Bogen, an der Westseite schließen noch Stützmauern aus grob behauenen Natursteinquadern an, 12 m Spannweite. | 09208039 |
| Weitere Bilder                          | Viadukt Limmritz: Eisenbahnviadukt (siehe auch Hartha, Ortsteil Saalbach, 09307084)                   | Kleinlimmritz (Karte)             | 1846–1852 | Vierzehnbogiger Viadukt über die Zschopau der Bahnstrecke Riesa–Chemnitz, von großer baugeschichtlicher, landschaftsprägender und verkehrsgeschichtlicher Bedeutung. Bruchsteinbrücke, 260 m lang, 31,7 m hoch, 14 Rundbögen, fünf vergrößerte Mittelbögen, Stützen durch Betonquader verstärkt. Auch Gemarkung Ziegra mit den Flurstücken 309, 311, 312 und Gemarkung Saalbach (Gemeinde Hartha) mit Flurstück 72/6. | 09208041 |
| Direkt Bild zu diesem Denkmal hochladen | Wohnstallhaus                                                                                         | Kleinlimmritz 72 (Karte)          | 2. Hälfte 18. Jahrhundert                                                                                          | Vermutlich Häusleranwesen, in sehr gutem Originalzustand erhaltener Fachwerkbau von hausgeschichtlicher und sozialgeschichtlicher Bedeutung. Erdgeschoss massiv, Winterfenster, Anbau mit Schleppdach, seitlicher Anbau mit Sichtfachwerk, Obergeschoss Fachwerk verputzt, Satteldach bzw. Frackdach. | 09208040 |
| Weitere Bilder                          | Empfangsgebäude mit Wartehallenanbau (Bahnhof Limmritz)                                               | Limmritzer Hauptstraße (Karte)    | 1897 | Gut erhaltenes Empfangsgebäude (Typenbau) in gutem Originalzustand an der Bahnstrecke Riesa–Chemnitz, ortshistorische und verkehrsgeschichtliche Bedeutung. - Empfangsgebäude: zweieinhalb-stöckiger Klinkerbau vom Typ 1 mit gedrehtem Wartehallenanbau, Segmentbogenfenster, Fenstergewände gelber Klinker, (im Erdgeschoss zum Teil Fenster zugesetzt), ebenso Gesimse, Segmentbögen über den Fenstern mit gelben und braunen Klinkern, ebenso braune Klinkerstreifen zwischen Fenstern, flaches Satteldach, Anbau in rotgelber Klinkerbauweise - Wartehallenanbau: roter Klinker, gelbe Lisenen, Pultdach | 09208037 |
| Direkt Bild zu diesem Denkmal hochladen | Wohnhaus der ehemaligen Nagelfabrik                                                                   | Limmritzer Hauptstraße 21 (Karte) | Ende 19. Jahrhundert                                                                                               | Putzbau mit ornamentaler Gestaltung, ortshistorisch von Interesse. Zweigeschossig, massiv, Sockel mit Polygonalmauerwerk, Porphyr, profilierte Fenstergewände, Sohlbänke mit Konsolen, Gurtgesimse, über den Fenstern angeputzte Segmentbögen mit Schlussstein, an der Schauseite die beiden Mittelachsen durch Putzquaderung hervorgehoben, im Obergeschoss zwischen den Fenstern Putzornament, profiliertes Traufgesims, Satteldach. | 09208038 |
| Direkt Bild zu diesem Denkmal hochladen | Seitengebäude und Scheune sowie Einfriedungsmauer und Toreinfahrt (straßenseitig) eines Dreiseithofes | Limmritzer Hauptstraße 49 (Karte) | 1. Hälfte 19. Jahrhundert, Kern wahrscheinlich älter (Bauernhof und Seitengebäude); Ende 19. Jahrhundert (Scheune) | Straßenbildprägender Bauernhof mit weitgehend original erhaltenen Wirtschaftsgebäuden in Fachwerkbauweise, als Zeugnisse der ursprünglichen Dorfstruktur von ortshistorischem sowie baugeschichtlichem Wert. - Nebengebäude: setzt sich aus zwei Teilen mit unterschiedlichen Firsthöhen und Gebäudebreiten zusammen, Westseite überwiegend massiv, Erdgeschoss massiv, Obergeschoss Sichtfachwerk, zwei Achsen massiv ausgesetzt, Fenster zum Teil mit alter Sprossung, Satteldach, Giebel verbrettert, Westseite massiv - Scheune: Sichtfachwerk, Satteldach, verschiefert, drei alte Blitzableiter Wohnstallhaus zu sehr verändert. | 09208047 |
| Direkt Bild zu diesem Denkmal hochladen | Wohnstallhaus, zwei Seitengebäude und Scheune eines Vierseithofes                                     | Limmritzer Hauptstraße 56 (Karte) | Um 1800 | Geschlossen erhaltene Hofanlage mit Wohn- und Wirtschaftsgebäuden in Fachwerkbauweise, teils verbrettert von baugeschichtlichem, sozialgeschichtlichem sowie ortsbildprägendem Wert. Erdgeschoss Bruchsteinmauerwerk, Satteldach, stumpfwinkeliger Grundriss (Zugang zum Hof war nicht möglich). | 09208046 |
| Direkt Bild zu diesem Denkmal hochladen | Häuslerhaus                                                                                           | Schmiedegasse 41 (Karte)          | 17. Jahrhundert | Sehr altes Fachwerkgebäude mit inzwischen seltener anzutreffender Konstruktion, nachträglich erweitert, von großer hausgeschichtlicher Bedeutung. Erdgeschoss weitgehend massiv (Bruchstein), Obergeschoss teilweise einriegeliges Fachwerk mit Kopfstreben, Fenster mit alter Sprossung, westliche Giebelseite massiv, Satteldach, Gebäude an der Ostseite später erweitert, zweiriegeliges Fachwerk, bis dahin durchgehende Schwelle. Haus langjährig leerstehend und in ausgesprochen schlechtem baulichen Zustand (Stand 2012). | 09208045 |
| Direkt Bild zu diesem Denkmal hochladen | Scheune und Seitengebäude der ehemaligen Schmiede                                                     | Schmiedegasse 44 (Karte)          | 2. Hälfte 18. Jahrhundert (Scheune); 1. Hälfte 19. Jahrhundert (Seitengebäude)                                     | Gut erhaltene Wirtschaftsgebäude der alten Dorfschmiede, welche ein wichtiges Zeugnis alter Dorfstrukturen und des ursprünglich im Dorf notwendigen Handwerks darstellen, woraus sich der ortsgeschichtliche und sozialgeschichtliche Wert des Bauensembles ableitet. Die alte Dorfschmiede besteht heute noch aus dem ehemaligen Wohnhaus, ursprünglich mit Schmiedewerkstatt, einem benachbarten Seitengebäude mit Stallung und den gegenüberliegenden Wirtschaftsgebäuden, der Scheune und einem später angefügtem Seitengebäude. Die Straße führte offensichtlich mitten durch diese kleine Hofanlage hindurch. Aufgrund baulicher Veränderungen sind die alte Dorfschmiede und das benachbarte Seitengebäude nicht denkmalwürdig. Der diesen Gebäuden gegenüberliegende Komplex, bestehend aus der älteren Scheune und einem später angefügtem Seitengebäude ist dagegen auf Grund seines guten Originalzustandes denkmalwürdig. Die Scheune ist, die Hanglage nutzend, offensichtlich teilweise zweigeschossig. In diesem Bereich finden wir massive Erdgeschossmauern und ein verbrettertes Fachwerk im Obergeschoss. Eine Besonderheit bildet das hohe abschließende Walmdach, welches ein Hinweis für eine Bauzeit der Scheune vor 1800, vielleicht auch vor 1700 sein kann. Später, vermutlich Anfang oder Mitte des 19. Jahrhunderts, könnte das Seitengebäude angebaut worden sein, in dem später eine Garage untergebracht wurde. Dieses Gebäude ist zweigeschossig mit massivem verputztem Erdgeschoss und verbrettertem Fachwerk im Obergeschoss. Abgeschlossen wird das Gebäude durch ein Krüppelwalmdach. Durch die extreme Hanglage und vermutlich auch die Zugehörigkeit zur Schmiede ist ein unverwechselbares Hausensemble entstanden, welches durch seine konstruktiven Besonderheiten, aber auch durch die Zugehörigkeit zur alten Dorfschmiede sowohl baugeschichtliche, als auch ortsgeschichtliche Bedeutung erlangt. | 09304729 |
| Direkt Bild zu diesem Denkmal hochladen | Wohnhaus, vermutlich Häusleranwesen                                                                   | Schmiedegasse 45 (Karte)          | Um 1800 | Landschaftstypisches Fachwerkhaus in gutem Originalzustand von baugeschichtlichem, sozialgeschichtlichem und ortsbildprägendem Wert. Schlichtes Fachwerkhaus in traditioneller Bauweise, vermutlich um 1800 errichtet. Zweigeschossig über längsrechteckigem Grundriss mit massivem Erdgeschoss (möglicherweise verputzte Lehmwände) und zweiriegligem Fachwerk im Obergeschoss. Hausabschluss durch steiles Satteldach. Durch seine Authentizität (abgesehen von marginalen baulichen Veränderungen) dokumentiert das Haus das Bauhandwerk seiner Entstehungszeit ebenso wie die Lebensweise der ländlichen Bevölkerung (Häusler, Gärtner), woraus sich der bau- und sozialgeschichtliche Wert des Hauses ableitet. Durch seine dominante Straßenlage prägt das Gebäude maßgeblich das Ortsbild. | 09304728 |

## Tabellenlegende
- Bild: Bild des Kulturdenkmals, ggf. zusätzlich mit einem Link zu weiteren Fotos des Kulturdenkmals im Medienarchiv Wikimedia Commons. Wenn man auf das Kamerasymbol klickt, können Fotos zu Kulturdenkmalen aus dieser Liste hochgeladen werden:
- Bezeichnung: Denkmalgeschützte Objekte und ggf. Bauwerksname des Kulturdenkmals
- Lage: Straßenname und Hausnummer oder Flurstücknummer des Kulturdenkmals. Die Grundsortierung der Liste erfolgt nach dieser Adresse. Der Link (Karte) führt zu verschiedenen Kartendiensten mit der Position des Kulturdenkmals. Fehlt dieser Link, wurden die Koordinaten noch nicht eingetragen. Sind diese bekannt, können sie über ein Tool mit einer Kartenansicht einfach nachgetragen werden. In dieser Kartenansicht sind Kulturdenkmale ohne Koordinaten mit einem roten bzw. orangen Marker dargestellt und können durch Verschieben auf die richtige Position in der Karte mit Koordinaten versehen werden. Kulturdenkmale ohne Bild sind an einem blauen bzw. roten Marker erkennbar.
- Datierung: Baubeginn, Fertigstellung, Datum der Erstnennung oder grobe zeitliche Einordnung entsprechend des Eintrags in der sächsischen Denkmaldatenbank
- Beschreibung: Kurzcharakteristik des Kulturdenkmals entsprechend des Eintrags in der sächsischen Denkmaldatenbank, ggf. ergänzt durch die dort nur selten veröffentlichten Erfassungstexte oder zusätzliche Informationen
- ID: Vom Landesamt für Denkmalpflege Sachsen vergebene, das Kulturdenkmal eindeutig identifizierende Objekt-Nummer. Der Link führt zum PDF-Denkmaldokument des Landesamtes für Denkmalpflege Sachsen. Bei ehemaligen Kulturdenkmalen können die Objektnummern unbekannt sein und deshalb fehlen bzw. die Links von aus der Datenbank entfernten Objektnummern ins Leere führen. Ein ggf. vorhandenes Icon  führt zu den Angaben des Kulturdenkmals bei Wikidata.